# Дымков (хутор)
Дымков — хутор в Тацинском районе Ростовской области.
Входит в состав Зазерского сельского поселения.
Население 186 человек.

## География

### Улицы
- пер. Вязовый,
- пер. Садовый,
- пер. Степной.

## Население
| 2010 |
| ---- |
| 181  |